# Oidaematophorus devriesi
Oidaematophorus devriesi is een vlinder uit de familie van de vedermotten (Pterophoridae). De wetenschappelijke naam van de soort is voor het eerst geldig gepubliceerd in 1992 door Landry & Gielis.